# ヨヴァン・シュリヴィッチ
ヨヴァン・シュリヴィッチ（セルビア語: Јован Шљивић, ラテン文字転写: Jovan Šljivić、2005年10月14日 - ）は、セルビアのサッカー選手。ポジションはミッドフィールダー。

## 経歴

### レッドスター・ベオグラード
2022年9月28日にガーディアンが発表したネクスト・ジェネレーション2022に選出された。2023年6月19日にレッドスター・ベオグラードのリザーブチーム、RFKグラフィチャルからトップチームに昇格した。